# László Almásy
László Ede Almásy de Zsadány y Törökszentmiklós, [ˈlaːsloː ˈɛdɛ ˈɒlmaːʃi] también conocido como Ladislaus (Borostyánkő, 22 de agostojul./ 3 de septiembre de 1895greg.-Salzburgo, 22 de marzo de 1951) fue un investigador, aviador y soldado austrohúngaro.

## Biografía
László Almásy nació de una familia noble pero sin título. Estudió en Eastbourne (Inglaterra), donde recibió su primera licencia como piloto. Durante la Primera Guerra Mundial, sirvió con la Luftfahrtruppen del Ejército austrohúngaro.
Después de la guerra, Almasy continuó apoyando al emperador Carlos IV, y en dos ocasiones lo condujo a Budapest cuando éste intentó recuperar el trono. Puede ser que Carlos le otorgase el título de conde, que Almasy sólo utilizaba fuera de Hungría.
Participó también en la Segunda Guerra Mundial, siendo inmortalizado por el actor Ralph Fiennes en la película de Anthony Minghella, El paciente inglés. Existen de hecho grandes similitudes entre lo que cuenta la novela y la película, siendo todo muy fiel y cercano a la verdadera realidad histórica. Laszló Almásy fue un combatiente capaz, de carácter puro y duro soldado, decantado claramente a favor de los alemanes en el Norte de África y encuadrado en las fuerzas del Mariscal Rommel. Instructor de efectivos procedentes del Regimiento Brandenburg, un grupo de élite destacado por la Abwehr en el desierto, atacó con éxito a los LRDG británicos o guerrilleros del desierto. Coordinó un comando que plantó a agentes alemanes en El Cairo y fue premiado con la Cruz de Hierro. O sea, una trayectoria ciertamente romántica, teniendo en cuenta el momento histórico, tal como lo plantea la película. Murió en Salzburgo, afectado de disentería, en 1951.
Publicó Nadadores en el desierto en 1939 (traducido al español por la Editorial Península), donde relata sus experiencias en el Desierto de Libia y el hallazgo de la Cueva de los Nadadores, una de las tierras menos exploradas del planeta. En compañía de Kemal al-Din, un explorador y príncipe egipcio.

## Escultismo
Desde sus orígenes fue miembro del movimiento scout. En 1921, Almásy se convirtió en el comisionado internacional de la Asociación Scout Húngara (Magyar Cserkészszövetség). Con el Conde Pál Teleki, participó en la organización del 4º Jamboree Scout Mundial celebrado en Gödöllő, Hungría, donde Almásy presentó su programa de Scouts Aéreos a Robert Baden-Powell el 9 de agosto de 1933.